# 网脉对囊蕨
网脉对囊蕨（学名：Deparia heterophlebia）也称网蕨，为蹄盖蕨科对囊蕨属下的一个种。